# Johannes Crocius

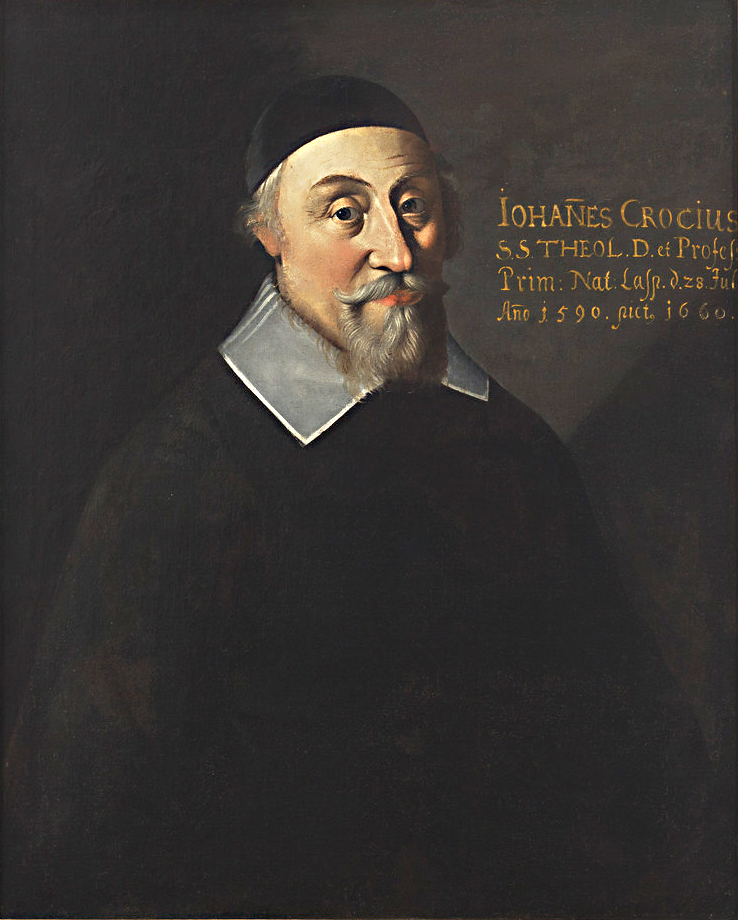
Johannes Crocius

Johannes Crocius (* 28. Juli 1590 in Laasphe; † 1. Juli 1659 in Marburg) war ein reformierter Theologe im Konfessionellen Zeitalter.

## Herkunft
Crocius wurde als Sohn von Paul Crocius (* 27. Juli 1551; † 5. September 1607), einem ehemaligen Erzieher der Söhne der Grafen Nassau-Dillenburg und Wittgenstein-Berleburg und ab 1583 Pfarrer und Kircheninspektor (Superintendent) in Laasphe sowie Herausgeber des Buches „Groß Matyrbuch und Kirchenhistorien“ (1606), geboren. Sein Großvater Matthias Crocius (* 1479; † 1557) war Pastor in Zwickau gewesen und hatte Martin Luther und Philipp Melanchthon persönlich nahegestanden. Sein älterer Bruder war Ludwig Crocius (1586–1653 oder 1655), Professor für Theologie und Philosophie am bremischen Gymnasium Illustre, sein Neffe der Mediziner Christian Friedrich Crocius.

## Laufbahn
Crocius studierte in Herborn und Marburg. 1608 erwarb er den Magistergrad, 1613 promovierte er zum Dr. theol. Er wurde 1612 Hofprediger des Landgrafen Moritz von Hessen-Kassel in Kassel, der ihn 1615/16 dem Kurfürsten Johann Sigismund von Brandenburg zur Mitarbeit bei der Einführung des Calvinismus in seiner Landeskirche überließ.
1617 wurde Crocius Professor der Theologie der Marburger Universität, Prediger und Konsistorialrat in Marburg. Als Marburg jedoch im Jahr 1624 (vorübergehend) an die lutherische Landgrafschaft Hessen-Darmstadt fiel, wurde Crocius, wie auch acht weitere Professoren, von Landgraf Ludwig V. von Hessen-Darmstadt bei der Wiedereinführung des Luthertums an der Universität aus konfessionalen Gründen entlassen und musste nach Kassel ausweichen. Ebenfalls entlassen wurden: der Theologe Georg Cruciger, der Theologe Kaspar Sturm (um 1545–1628), dessen Sohn, der Mathematikprofessor Christian Sturm (1597–1628), der Jurist Antonius Matthaeus (1564–1637), der Logikprofessor Johannes Combach (1585–1651), der Rhetoriker Gregor Schönfeld der Jüngere (1559–1628), der Professor für Französisch und Italienisch Cathérin Le Doux (Catharinus Dulcis, 1540–1626) und der Mediziner Johannes Molther d. J. (* 1591). In Kassel erhielten Crocius, Combach und Cruciger Professuren am Collegium Adelphicum Mauritianum.
1631 nahm Crocius als hessisch-kasseler Abgeordneter an dem Leipziger Kolloquium lutherischer und reformierter Theologen teil. 1633 wurde er Rektor der neu gegründeten Universität Kassel, 1653 Rektor der wiedereröffneten Marburger Hochschule. Crocius vertrat eine gemäßigte reformierte Lehre. Die hessische Kirchenordnung von 1657 geht hauptsächlich auf ihn zurück.
1633 erschlug er den Liebhaber seiner Tochter mit dem Hammer, den er als Dekan der neu gegründeten Universität Kassel zum Aufschlagen des akademischen Siegels benutzte. Der Prozess endete nach zwei Jahren mit einem Freispruch für Crocius.
Er trat auch als rühriger Autor hervor. Sein Hauptwerk ist das Syntagma sacrae theologiae (1635). Sein über siebzig Schriften umfassendes Œuvre umfasst auch Predigten, Bibelkommentare und nicht zuletzt Kontroversschriften. Diese richten sich gegen verschiedene kirchliche wie theologische Richtungen (bes. gegen Katholiken, Lutheraner sowie Sozininaer und Weigelianer). Bekannt wurde vor allem der den Jesuiten Martin Becanus bekämpfende Anti-Becanus von 1643 (u.ö.).

## Werke
- Disputatio Theologica, De Participatione Beneficiorum Mediatoris Domini nostri Jesu Christi : De cujus subjectis Thesibus ..., Marpurgi Cattorum : Egenolph, 1610 (Digitalisat)
- Disputatio Theologica, Erronea Dogmata Novorum Arrianorum Et Ebionæorum In Polonia, Prout á Christophoro Ostorodio, Infavsto F. Socini discipulo, in formam confessionis redacta, & orthodoxis nostris ecclesiis sunt opposita, ad pleniorem religiosæ veritatis intelligentiam, breviter proponens. Wessel, Bremen 1612.
- Johannis Crocii Doctoris, & Ecclesiae Cassellanae in Hassia Pastoris ordinarii, Conversationis Prutenicae Pars . 2 Bde. Guth, Berlin 1618. (Digitalisat Pars 1)
- Ludovici Crocii S. Theol. D. & in illustri schola Bremensi prof. Syntagma Sacrae Theologiae quatuor libris adornatum […]. 4 Bde., Bremen 1635 (auch 1636).
- Anti-Becanus, Id est, Controversiarum Communium, Quas Martinus Becanus Catholicis, Lutheri Ac Calvini Nomine Perperam Discretis, In Manuali, Ex Scholastica Theologia Aliisque variis opusculis conflato, movit, Examen, 2 Bde. Schütz, Kassel 1643  (Digitalisat Band 1), (Bd. 2) (auch 1623 u. 1654 ersch.).
- Protestantium pacifer commentarius de Augustanae confessionis societate. Gentsch, Kassel 1647.
- De ecclesiae unitate et schismate, ubi ostenditur, reformatos, qui ab Ecclesiae Catholicae Unitate recessisse, nunquam convicti sunt ... nullo jure à Romana-Papali factiones separatos, nec fraternitatis jura cum Lutheranis colere paratos. Schütz, Kassel 1650. (Digitalisat)
- Anti-Weigelius, Id est, Theologiae, Quam Valentinus Weigelius, ex Paracelsi potissimum & veterum haereticorum lacunis haustam, variis sparsit libellis, ex sacris Literis & Antiquitate prompta confutatio, Inserta Est Loco Svo Appendix Regni . Gentsch, Kassel 1651. (Digitalisat)